# 民謡名人位
民謡名人位（みんようめいじんい）は、日本民謡協会が定める称号。

## 概要
日本民謡協会が定めた民謡三章（民謡文化章・民謡技能章・民謡功労章）受章者のうち、特に日本民謡の至宝と認められた人物に贈られる。

## 一覧
1. 成田雲竹（青森県西津軽郡。1889年1月15日 - 1974年5月22日。北海道巡査として札幌で江刺追分を学ぶ。辞職後民謡の普及に専念、津軽民謡の父と慕われた。1969年初の民謡名人位受賞。同年勲五等双光旭日章。高橋定蔵に竹山の名を授けて長年コンビで活動[2]）
2. 菊池淡水（岩手県和賀郡。尺八、歌手）
3. 神山天水（尺八）
4. 峰村利子（歌手、三味線）
5. 初代高橋竹山（青森県東津軽郡。津軽三味線）
6. 老成参州（笛）
7. 初代浅野梅若（秋田県秋田市。1911年 - 2006年8月4日。三味線、歌手。）
8. 藤本琇丈（東京市滝野川区。三味線）
9. 斉藤桃菁（山形県。『豆ひき唄』で1950年度東日本民謡大会優勝[3]）
10. 中村晴悦（富山県八尾町。2011年7月没。兼六民謡会創始者[4]）
11. 奈須美静（奈須稔。宮崎民謡。『刈干切唄』『ひえつき節』など数多くの宮崎民謡を世に出した）
12. 佐藤松子（栃木県。1909年1月24日 - 1998年2月24日。歌手。日本民謡協会名誉教授。藍綬褒章、勲五等宝冠章[5]）
13. 三浦節子（津軽民謡歌手）
14. 浅利みき（津軽民謡歌手）
15. 工藤菊江（工藤流津軽三味線創始者）
16. 杉本栄夫（1915年2月20日生。新相馬節考案者堀内秀之進の息子[6]）
17. 我妻桃也（宮城県宮城郡。1916年11月15日 - 2009年3月1日。後藤桃水門下。1951年日本民謡協会全国大会で優勝。1953年NHK「素人のど自慢」全国大会で「斎太郎節」と「遠島甚句」を組み合わせた「大漁唄い込み」を披露して優勝、同曲を全国に広めた。1991年受賞。原田直之は弟子[5]）
18. 辻秀實（秋田県上川大内村。1938年生。睦実流三味線創始者。東京で修行した後の1966年に兄・佐々木常雄らと「秋田民舞団 五星会」を結成して秋田民謡に新風を巻き起こす[7]）
19. 佐々木基晴（北海道渡島支庁亀田郡。1926年生。歌手）
20. 上野芳子（歌手）
21. 初代黒田幸子（鳥取県米子市。1916年9月4日 - 1997年1月13日。歌手。1931年16歳で吉本興業に所属。19歳で日本コロムビアからレコードデビュー。安来節の女王として人気を博した。女性だけの黒田幸子一座旗揚げ。「出雲音頭」や「木更津甚句」などを世に広めた。1977年芸術祭賞[5]）
22. 初代 中村隆志（青森県南津軽郡。津軽三味線。東京を経て名古屋へ移住し、名古屋に津軽三味線を根付かせる活躍を見せた）
23. 矢下勇（1929年5月1日 - 2001年3月11日。尺八。菊池淡水門下。矢下流創始者[5]）
24. 夏坂菊男（津軽三味線。奥南部民謡）
25. 小山貢翁（青森県弘前市。1930年生。津軽三味線。木田林松栄門下。小山流創始者）
26. 藤丸東風（秋田県由利郡。「秋田民舞団 五星会」創立に参加[8]し初代代表。尺八）
27. 三代目松本晃章（まつもと ちょうしょう。尺八。1958年小路流三代目家元。2001年度藍綬褒章[9]）
28. 畠山孝一（青森県盛岡市。1927年 - 2011年4月15日没。南部民謡歌手。2003年受賞。二代目福田岩月門下。父親（農業）は成田雲竹の追分道場に通っていた。岩月急逝後町田佳声・竹内勉により見出され国立劇場に出演。町田から「全国にある馬の唄より牛の唄を歌いなさい」とアドバイスを受けて『南部牛追唄』の普及に努める[10]）
29. 井上成美（岩手県岩手郡。1933年8月1日生。白川軍八郎門下。兄は井上勇美人。南部民謡を前奏間奏がついた現在の型に整えて普及に努める。22歳の時にNHK盛岡放送局専属伴奏者。郷土民謡研究「成美会」設立）
30. 斉藤京子（秋田県北秋田郡。歌手。二代目大船繁三郎と函青白糸の娘）
31. 青坂満（北海道江差町。1931年 - 2020年7月14日[11]。漁師。第6回江差追分全国大会優勝）
32. 本條秀太郎（茨城県行方郡。二代目大船繁三郎、初代藤本琇丈門下。三味線）
33. 原田直之（福島県双葉郡。我妻桃也門下。歌手）
34. 大塚文雄（山形県西村山郡。初代鈴木正夫、初代藤本琇丈門下。歌手）
35. 鎌田英一（北海道函館市。二代目浜田喜一門下[12]）
36. 早坂光枝（東京都中央区。歌手。今声鳥、成田収玉門下[13]）
37. 竹氏修（たけうじ おさむ。富山県。歌手。越中おわら節。2012年受賞）[14]※1965年「NHKのど自慢」全国大会富山県代表。本業は電気工事業。本番までに水原渡月に特訓を受けた[15]
38. 小沢千月（埼玉県飯能市。青木好月門下。歌手。秩父民謡）
39. 山本ナツ子（北海道砂川市。尺八。金田隆王門下。第8回江差追分全国大会優勝[16]）
40. 美鵬駒三朗（大分県。鳴物。美鵬流囃子方創始者）
41. 佐々木實（ささき みのる、1938年生。秋田三味線睦実流宗家。秋田県民謡協会理事長）
42. 佐々木貞勝（2015年7月没。秋田民謡。2016年12月受賞）[17]
43. 二代目鈴木正夫（福島県相馬郡新地町。歌手。新相馬節。2017年受賞）[18]
44. 小杉真貴子（新潟県三島郡越路町。歌手。松本政治・初代藤本琇丈門下。2017年受賞）
45. 小野花子（秋田県秋田市。歌手。2018年受賞。第1回日本民謡大賞受賞）
46. 成世昌平（広島県三次市。本條秀太郎門下。歌手。2019年受賞）[19]